# Андроник от Родос
Андроник от Родос е древногръцки философ, схоларх на перипатическата школа. Известен е с това, че публикува наново произведенията на Аристотел, с което оформя основата на текстовете, които са достигнали до наши дни.

## Живот
Живее около 60 г. пр. Хр. Андроник е единадесетия схоларх на перипатетическата школа. През 58 г. пр. Хр. преподава в Рим, където сред неговите ученици е Боеций Сидонски, с който е учил Страбон. Андроник е първият, който събира в систематичен вид Аристотеловото литературно наследство, като същевременно го тълкува и оценява. До наши дни не е достигнало нищо написано от него, но той поставя началото на екзегетичната традиция в коментирането на Аристотел. Има съмнения, че доскорошно смятаното за негово обобщено описание на емоциите е по-скоро подправено.